# Stone Sour
Stone Sour fue una banda de rock fundada en 1992 en Iowa, Estados Unidos por el actual vocalista de Slipknot, Corey Taylor.
En este grupo también se encontraba uno de los guitarristas de Slipknot, James Root, aunque dejó la banda en 2014. Tanto Corey como James pertenecieron a Stone Sour y dejaron el proyecto para unirse a Slipknot.

## Historia
A pesar de que Slipknot hizo su debut en la última mitad de la década de los 90's, originalmente, el vocalista Corey Taylor y el guitarrista James Root empezaron sus carreras en la primera mitad de la misma década con la banda Stone Sour, pero el grupo fue "aparcado" cuando los dos se unieron a Slipknot.

### Inicios (1992-1997)
Originalmente formada en 1992 por Corey Taylor (vocalista) y Joel Ekman (batería), la banda fue el producto de 10 años de empeño, determinación, paciencia y creatividad en la expresión musical.
Un viejo amigo de Corey, Shawn Economaki (bajista), se unió a la formación rápidamente después de que los rumores de su formación circularan. al principio el proyecto no tuvo mayor pretensión que escribir y tocar por lo que no tenían un sonido definido. El grupo tocó en clubes con una multitud de distintos guitarristas en modo de prueba, a veces, cuando tenían a alguien sólo tocaba en un concierto y luego dejaba la banda, durante estos años de formación, Stone Sour grabó dos demos, en 1993 y 1994.
En 1996, James Root, que ahora forma parte de Slipknot con Taylor, se unió a la banda. 
En 1996, esta formación grabó otra cinta de demostración, cuyas canciones se utilizarían en 2002 en su álbum debut homónimo. En 1997, la banda hizo una pausa, durante la cual Taylor y Root pasaron la mayor parte de su tiempo con Slipknot, que era otro grupo prometedor en Des Moines y que pronto conseguiría un contrato discográfico.
Esta tendencia cambió cuando James Root (guitarrista) llegó a sus vidas, el cual hizo una audición que aprobó rotundamente con lo que se ganó la aceptación de los miembros de la banda. Este fue un momento simbólico para la conformación de la banda como una unidad. Durante 5 años el conjunto hizo música por el simple hecho de complacer su pasión, sin importarles ninguna otra cuestión en particular, simplemente basándose en mantener el buen sonido del rock pesado con fuertes melodías y grandes picos emocionales.

### Separación temporal y resurrección (1997-2002)
Pero en 1997 se desintegraron y hasta el año 2000 no se volvieron a ver, por lo que cada cual tomó su propio camino. Joel formó una familia mientras Jim se unió a Slipknot un año después, con Corey ya como vocalista y teniendo a Shawn como representante de Slipknot. El legado de Stone Sour dejó un vaso a medio llenar, o al menos eso parecía. En el 2001, Josh Rand (guitarrista), otro viejo amigo colaborador de Corey y groupie formal de Stone Sour, se acercó a Taylor con unas cuantas canciones en las que estuvo trabajando.
Juntos se la pasaron escribiendo un año y medio lo que, eventualmente, se volvería el resurgimiento de Stone Sour, el escape para ambos para no hacer enfadar a las legiones de fanes de Slipknot con lo que pudiera salir por su parte en su expresión artística en la era actual. Ambos se dieron cuenta de que lo que habían logrado era de tan buena calidad y tan apegado a las raíces de su agrupación original que fue natural convocar a los miembros que desde el principio lo hicieron posible todo.
Casi una década después de la creación de la banda y seis años después de que tocaran en su última presentación, todos se reunieron de nuevo en Des Moines el lugar de origen de Slipknot, y ahora el lugar del regreso de Stone Sour, y pues así se enfrentaron al hecho de escoger un nombre para volver a las andadas, Después de varias ideas ("Project X", "Super Ego", "Closure") la decisión vino rápidamente para una banda con miembros que ya de por sí tenían la química de años de tocar juntos, por lo que la única opción viable era quedarse con el nombre original.

### Stone Sour (2002-2006)

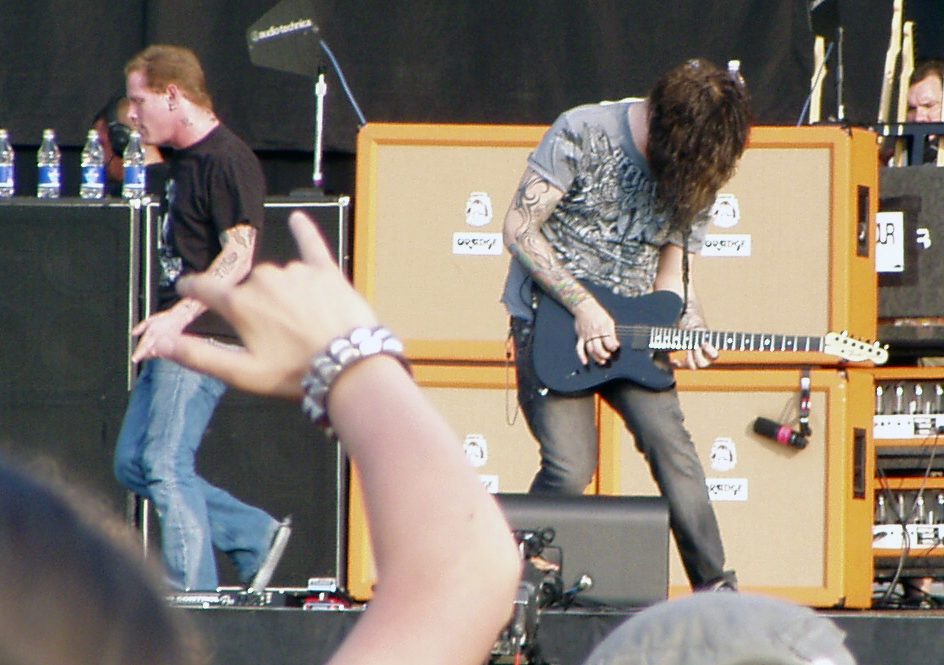
Corey Taylor y James Root en concierto con Stone Sour.

En la primavera del 2002, Root y Taylor se volvieron a poner en contacto Rand, y Economaki para reconstituir Stone Sour y grabar su primera producción discográfica. Agregando al baterista Joel Ekman. Debutaron en la escena comercial al lograr que se incluyera el tema "Bother" en la banda sonora de la película de Spider-Man (acreditado como obra solista de Corey Taylor en el disco) mientras grababan el LP titulado homónimamente "Stone Sour" en Cedar Falls, Iowa para el cual realizaron trabajos de posproducción en Los Ángeles, California con el productor James Barton.
El material se podría describir como un cocktail molotov ya que por una parte es puro rock duro, adrenalina y por otra es un poco de melodía, gozando además de contenido e iniciativa en un estilo libre de escritura nunca antes visto en Slipknot. No por nada la crítica lo ha descrito como una cruza eficaz entre Metallica, Soundgarden (por las vocalizaciones para las que adaptó su voz Corey y la intensidad de Jim en sus riffs) y Alice In Chains gracias a la introspección íntima que se realiza.
Aquí no hay máscaras que cubran algún rostro por lo cual se considera una propuesta honesta que sin miedo a competir con lo popular mantendrá su música fiel a las creencias de los miembros sin necesidad de complacer a alguien más que a ellos mismos. La mezcla de su disco sorprendió por otros cortes como la ponzoñosa "Get Inside", así como el collage de sonido agresivo de su sencillo posterior titulado "Inhale".
Quizá esa es la razón por la cual nadie contradijo a su vocalista cuando el mencionó que la banda produce un rock duro, emotivo y rasposo en su forma más pura. Se hizo la gira promocional correspondiente que duró 6 meses y obtuvieron un disco de oro por el trabajo realizado.

### Come What(ever) May (2006-2009)
3 años después con un éxito a nivel mundial relativo y remarcable a nivel local se dieron la oportunidad Taylor y Root tras un descanso de Slipknot de reunir nuevamente a Stone Sour para producir su segundo compilado musical durante la gira de Subliminal Verses de Slipknot.
Esto fue confirmado por Rand quien comunicó que los integrantes estaban componiendo nuevo material juntos para un nuevo disco, el proceso comenzó en enero de 2006, pero 2 semanas después durante las grabaciones de las partes de batería Ekman anunció su salida del proyecto de forma temporal. La razón fue la repentina enfermedad fatal de su hijo por lo que se buscó un sustituto el cual se encontró en Roy Mayorga (Soulfly). En marzo, 18 composiciones fueron grabadas en el Studio 606 de Dave Grohl las cuales fueron mezcladas por Randy Staub (Metallica y Hatebreed). 
En abril lanzaron el vídeo promocional del sencillo "Reborn" el cual se puso a disposición del público en el mes de mayo, el mismo en el cual por desgracia murió por un tumor en el cerebro el hijo de Ekman, lo cual definió el paso de su ausencia de temporal a definitiva y la inclusión como reemplazo efectivo de Mayorga. Así con la asesoría de Nick Raskulinecz (Foo Fighters y Velvet Revolver) y la colaboración de Shannon Larkin, el baterista de Godsmack en "30/30-150" lanzaron al mercado en agosto de 2006 la obra titulada "Come What(ever) May" la cual llegó a la posición número 4 de las listas de popularidad del Billboard de Estados Unidos en la primera semana de ventas con la ayuda del sencillo promocional "Through Glass".
Por lo mismo la banda hizo la gira promocional correspondiente al ser parte del Family Values Tour 2006 acompañando a Korn y Deftones en su incursión por toda la Unión Americana continuando en ese rumbo al lado de Disturbed en el Use The Music As A Weapon Tour, yendo a Canadá con Evanescence y a Europa con Lacuna Coil. A mediados del 2007 lanzaron un titulado "Live In Moscow"

### Audio Secrecy (2009-2012)
Las letras de las canciones empezaron a ser escritas en octubre de 2009 y en febrero de 2010 entraron al estudio para grabar su nuevo álbum.
Además, fueron subidos algunos videos a YouTube donde se observa a la banda grabando y respondiendo preguntas de sus fanes.
El álbum salió a la venta el 3 de septiembre en Alemania, el 6 de septiembre en el Reino Unido y el 7 de septiembre en Estados Unidos y el resto del mundo. El álbum fue lanzado en 2 versiones: La edición estándar que trae las 14 canciones, y la edición especial que trae 3 canciones extras y un DVD especial en el que se muestra la realización del álbum.

### House of Gold & Bones - Part 1 (2012-2013)
En el 2012, Stone Sour comenzó a grabar un nuevo álbum, este será un álbum doble conceptual; el álbum se llama "House of Gold & Bones", se divide en dos partes: la primera fue lanzada el 22 de octubre de 2012 y la segunda se lanzará en el 2013. Corey Taylor describió al álbum como The Wall de Pink Floyd con Dirt de Alice In Chains
Otra noticia que ya fue confirmada por Corey Taylor es la salida del bajista Shawn Economaki, se desconocen las causas de su salida, solo se sabe que salió de la banda en julio del 2011 pero sigue teniendo buenas relaciones con la banda, Rachel Bolan, reciente bajista de Skid Row, fue quien ocupó su lugar en la grabación, y Johny Chow ocupará su lugar en su gira para promocionar el álbum.
El 13 de agosto, la carátula del álbum tanto como la lista de canciones del álbum fue revelada, junto con el sencillo "Gone Sovereign/Absolute Zero". Durante septiembre y octubre la banda publicó tráileres de sus canciones con duraciones de alrededor de treinta segundos por canción.

### House of Gold & Bones - Part 2 (2013-2014)
House of Gold & Bones - Part 2 es el quinto álbum de estudio de la banda. Es la segunda y última parte de un doble álbum conceptual. El álbum fue lanzado el 3 de abril de 2013 en Japón, el 8 de abril en el Reino Unido y el 9 de abril en los Estados Unidos por Roadrunner Records. Fue grabado simultáneamente con House of Gold & Bones - Part 1, que fue lanzado en octubre de 2012. El primer sencillo de este disco es "Do Me a Favor", fue lanzado en iTunes el 12 de febrero de 2013, y su video se estrenó el 27 de marzo del mismo año.
A principios de 2014 el guitarrista Jim Root plantó a Stone Sour en su gira norteamericana, por encontrarse concentrado escribiendo música para el nuevo álbum de Slipknot. Esto ha provocado desavenencias dentro del grupo y en mayo de 2014 ambas partes han decidido seguir caminos diferentes.

### La duología de Burbank (2014-2016)
El 5 de octubre de 2014, se anunció a través de la página de Facebook de Stone Sour que la banda había comenzado a grabar un EP de covers, que se tituló Meanwhile in Burbank... y se lanzó en 2015.
Corey Taylor declaró sobre el EP de versiones: "Esto es algo de lo que hemos estado hablando desde que salió el primer álbum, con [Stone Sour]. 
Siempre hemos querido hacer esto. Incluso cuando la gente ha venido, la gente se ha ido. , esto sigue siendo algo a lo que siempre hemos regresado, y simplemente nunca tuvimos la oportunidad de hacerlo. Y simplemente dijimos: 'Bueno, al diablo'.
El 9 de febrero de 2015, Stone Sour lanzó un video musical oficial y una pista, que es una versión de la canción "The Dark" de Metal Church.
El EP fue lanzado el 18 de abril de 2015. Corey Taylor confirmó que se producirán dos EP de versiones más, se titularán Straight Outta Burbank y No Sleep Till Burbank y contarán con versiones de canciones de Rage Against The Machine, Mötley Crüe, Cerebros malos y mujeres violentas. Straight Outta Burbank..., el segundo volumen de la serie, ha sido lanzado desde entonces.
Según Blabbermouth.net, el 29 de marzo de 2016, el líder Corey Taylor le dijo al podcast "Someone Who Isn't Me": "Originalmente íbamos a hacer tres [covers de EP], y ahora parece que solo vamos a haz las dos y mantén las otras cosas que grabamos como contenido adicional para cuando hagamos el próximo álbum".

### Hydrograd (2016–2019)
El 26 de julio de 2016, Taylor anunció que la banda había escrito y hecho demos de 18 canciones para su sexto álbum de estudio, con planes de ingresar al estudio en enero para un lanzamiento probable a mediados de 2017.
El 23 de enero de 2017, Taylor reveló que la banda estaba en proceso de grabar su próximo álbum llamado Hydrograd. Taylor indicó que el álbum incorporaría elementos de heavy metal que se encuentran en lanzamientos anteriores, junto con estilos de hard rock.
Se han lanzado cuatro sencillos antes del álbum en promoción; "Fabuless", "Song #3", "Taipei Person/Allah Tea" y "Mercy" (una grabación en vivo de Sphere Studios), y St. Marie se lanzó como sencillo después del lanzamiento del álbum.
Hydrograd se lanzó en todo el mundo el 30 de junio de 2017 con críticas generalmente positivas.
La banda también lanzó una versión exclusiva de la canción "Bombtrack" de Rage Against the Machine para la compilación Metal Hammer Goes 90s de Metal Hammer en agosto de 2017.
En la primavera de 2018, Stone Sour se embarcó en la gira estadounidense de 2018 de Ozzy Osbourne para la primavera y el otoño. El 6 de mayo de 2019, se anunció que Roy Mayorga se uniría a Hellyeah como su nuevo baterista y reemplazaría al baterista original de Hellyeah, Vinnie Paul, quien murió el 22 de junio de 2018.
El 6 de noviembre de 2019, la banda anunció que lanzaría un álbum en vivo titulado Hello, You Bastards: Live in Reno, el 13 de diciembre del mismo año.

### Hiato indefinido (2020–presente)
El 10 de agosto de 2020, Taylor anunció en The Green Room con el podcast de Neil Griffiths que Stone Sour tomará una pausa y dijo: "Siento que Stone Sour ha seguido su curso por ahora", "Todos hablamos como banda y decidimos poner Stone Sour en una pausa indefinida. Así son las cosas. Lo hemos puesto en el estante por ahora. Todo el mundo va y hace lo suyo".

## Discografía

### Álbumes de estudio
- Stone Sour (2002)
- Come What(ever) May (2006)
- Audio Secrecy (2010)
- House of Gold & Bones - Part 1 (2012)
- House of Gold & Bones - Part 2 (2013)
- Hydrograd (2017)

### EP
- Meanwhile in Burbank... (2015)
- Straight Out of Burbank (2015)
- No Sleep 'Till Burbank (2016) (Cancelado)

## Miembros de la banda
Última formación
- Corey Taylor - Vocalista (1992–1997, 2000–2020)[17]
- Christian Martucci - Guitarra principal (2014–2020)[18]
- Josh Rand - Guitarra rítmica (2001–2020), Bajo (2000–2001)[17]
- Roy Mayorga - Batería (2006–2020)
- Johny Chow - Bajo (2011–2020)

Miembros antiguos
- Joel Ekman - Batería (1992–1997, 2000–2006)[17]
- Shawn Economaki - Guitarra (1992-1993), Bajo (1994–1997, 2000–2012)[17]
- Jim Root - Guitarra (1995–1997, 2001–2014)
- Tony Reitz - Bajo (1993–1994)
- Marty Smith - Guitarra (1993–1994)[17]